# Gianna Michaels

Gianna Michaels (Seattle, 6. lipnja 1983.), američka pornografska glumica.

## Životopis
Gianna Michaels je rođena u Seattleu, američka savezna država Washington. 2001. godine preselila se u Kaliforniju gdje je počela raditi kao model, snimajući obnažene fotografije. Kasnije se prebacila na snimanje pornografskih filmova a prva uloga joj je bila 2004. godine u filmu Virgin Surgeon 3. Do listopada 2011. snimila je oko 400 filmova. Imala je i kameo ulogu u horor filmu Piranha 3-D 2010. godine.

## Nagrade

### AVN nagrade
AVN nagrade dodjeljuje najprominentniji časopis za odrasle u Americi - AVN magazin.
| Godina | Rezultat | Nagrada                                   | Film                               | Suradnici  |
| ------ | -------- | ----------------------------------------- | ---------------------------------- | ---------- |
| 2007   | Pobjeda  | Najbolja seks scena grupnog seksa         | Fashionistas Safado: The Challenge | 12 glumaca |
| 2008   | Pobjeda  | Najbolja scena seksa u stranoj produkciji | Furious Fuckers Final Race         | 10 glumaca |
| 2008   | Pobjeda  | Neopjevana glumica godine                 |                                    |            |
| 2008   | Pobjeda  | Najbolje cjelokupno seks izdanje          | G for Gianna                       |            |

### XRCO nagrade
XRCO nagrade dodjeljuje udruga X-Rated Critics Organization jedanput godišnje ljudima koji rade u porno industriji.
| Godina | Rezultat | Nagrada                  | Film                 | Suradnici |
| ------ | -------- | ------------------------ | -------------------- | --------- |
| 2006   | Pobjeda  | Najbolja kemija na filmu | Fashionistas: Safado |           |

## Vanjske poveznice
- IAFD profil (engl.)
- AFD profil (engl.)
- IMDB profil (engl.)